# پیرل بیچ، شهرستان سنت کلیر، میشیگان
پیرل بیچ (به انگلیسی: Pearl Beach) یک منطقهٔ مسکونی در ایالات متحده آمریکا است که در شهرستان سنت کلیر، میشیگان واقع شده‌است. پیرل بیچ ۸٫۰ کیلومتر مربع مساحت و ۳٬۲۲۴ نفر جمعیت دارد و ۱۷۶ متر بالاتر از سطح دریا واقع شده‌است.